# Friderik II. Berški
Friderik II. Berški je bil sin Adama II. Berškega  in Hedvike Randerodeške (†3. novembra 1305). Kot naslednik svojega očeta je bil od leta 1312 do svoje smrti leta 1331 osmi gospod dežele Berške. Bil je član plemiške rodbine Berških tudi imenovanih latinsko "De Monte". Dežela Berška je bilo praporno gospostvo na vzhodu sedanje nizozemske province Gelderland, ki so ji pripadali 's-Heerenberg, Didam, Etten, Zeddam, Gendringen, Netterden in Gospostvo Westervoort.

## Biografija
Gospod Friderik II. Berški je po smrti svojega očeta Adama II. Berškega  leta 1312 podedoval praporno gospostvo Berg.  Že okoli leta 1305 se je poročil  z Elizabeto Milensko, ki je kasneje podedovala po očetu gospostvo Grebben, ki je tako prišel v last Berških v naslednji generaciji.
Bodisi on bodisi njegov oče , gospod Adam II., je v začetku 14. stoletja kupil pravice do Ettena od nekega gospoda Stefanusa Hesejskega. S fevdnim pismom iz leta 1341 je nadškof Walram pravno združil gospostvi Etten in Gendringen v eno celoto. 
7. novembra 1346 , ko je bil Friderikov sin Adam III. gospod Berški, je Kölnski nadškof Walram dovolil da se pravice do varjenja in prodaje piva ter pravice kovanja denarja prenese na 's-Heerenberg, kot je to počel njegov oče Friderik. To kaže na to, da je gospod Friderik že uveljavljal obe pravici v 's-Heerenbergu pred svojo smrtjo leta 1331. Dovoljenje nadškofa Walrama leta 1346 se torej zdi prej potrditev obstoječega stanja kot nova odločitev. 

## Berška suverenost – alodialna posest
Leta 1319 je gospod Friderik II. Berški prejel pisno izjavo grofa Gelderskega , da Gelders nikoli ni imel pravice pobirati davkov v Bergu in te pravice ne bo nikoli poskušal uveljaviti. To izjavo so stoletja uporabljali gospodje in nato grofje Berški, da bi Geldersu dokazali, da je Dežela Berška suverena.

## Poroka in otroci
Friderik II. gospod Berški se je že okoli leta 1305 poročil  z Elizabeto Milensko, ki je kasneje podedovala po očetu gospostvo Grebben. V zakonu sta imela štiri otroke:
- Adam III., nasledi očeta
- Viljem, nasledi brata Adama III.
- Friderik, gospod Grebbenski
- Justina, 1339  ⚭ Johan Zujlensko-Anholtski

Gospod Friderik II. Berški je umrl 20. junija 1331. Njegov naslednik najstarejši sin Adam III. je bil še mladoleten. Zato je bil sprva pod skrbništvom svoje matere Elizabete Milenske in strica Everta Heeckerenskega iz Ulfta (mož njegove tete Matilde Berške).